# Сорси-Ботемон
Сорси́-Ботемо́н (фр. Sorcy-Bauthémont) — коммуна во Франции, находится в регионе Шампань — Арденны. Департамент коммуны — Арденны. Входит в состав кантона Новьон-Порсьен. Округ коммуны — Ретель.
Код INSEE коммуны — 08428.
Коммуна расположена приблизительно в 180 км к северо-востоку от Парижа, в 70 км севернее Шалон-ан-Шампани, в 29 км к юго-западу от Шарлевиль-Мезьера.

## Население
Население коммуны на 2008 год составляло 141 человек.
| 1962 | 1968 | 1975 | 1982 | 1990 | 1999 | 2008 |
| ---- | ---- | ---- | ---- | ---- | ---- | ---- |
| 161  | 169  | 152  | 124  | 127  | 139  | 141  |

## Администрация
| Период | Период | Фамилия        | Партия | Должность |
| ------ | ------ | -------------- | ------ | --------- |
|        | 2001   | Моник Шарруа   |        |           |
| 2001   | 2005   | Мишель Дондель |        |           |
| 2005   |        | Моник Шарруа   |        |           |

## Экономика
В 2007 году среди 90 человек в трудоспособном возрасте (15—64 лет) 62 были экономически активными, 28 — неактивными (показатель активности — 68,9 %, в 1999 году было 60,0 %). Из 62 активных работали 57 человек (33 мужчины и 24 женщины), безработных было 5 (2 мужчин и 3 женщины). Среди 28 неактивных 10 человек были учениками или студентами, 10 — пенсионерами, 8 были неактивными по другим причинам.

## Достопримечательности
- Церковь Нотр-Дам[фр.] (XII век). Исторический памятник с 1986 года.[3]

## Фотогалерея
- Церковь Нотр-Дам
- Мэрия
- Придорожный крест
- Памятник погибшим в Первой мировой войне